# Волошковое (Полтавская область)
Волошковое (укр. Волошкове) — село,
Челно-Федоровский сельский совет,
Зеньковский район,
Полтавская область,
Украина.
Код КОАТУУ — 5321387203. Население по переписи 2001 года составляло 225 человек.

## Географическое положение
Село Волошковое находится на расстоянии до 1,5 км от сёл Бухаловка, Заики и Пруглы.
По селу протекает пересыхающий ручей с запрудой.
Рядом проходит автомобильная дорога Т-1710 (Р-42).

## История
- Образовано после 1945 из поселений : Скибы[2][3], Кресты[4], Демченки[5][6] и Лощина[7]

## Известные жители и уроженцы
- Федюн, Иван Маркович (род. 1935) — Герой Социалистического Труда